# Scorpaena angolensis
Scorpaena angolensis är en fiskart som beskrevs av Norman, 1935. Scorpaena angolensis ingår i släktet Scorpaena och familjen Scorpaenidae. Inga underarter finns listade i Catalogue of Life.